# Carlos Franz
Carlos Franz Thorud (Ginebra, 3 de marzo de 1959) es un escritor chileno, que posee también la nacionalidad española.

## Biografía
Hijo del diplomático Carlos Franz Núñez y la actriz de teatro Miriam Thorud Oliva, Carlos Franz nació en Ginebra, donde su padre se encontraba destinado. A los once años, luego de vivir en Argentina, llegó a residir en Chile.
Franz estudió Derecho en la Universidad de Chile (1976-1981) y se recibió de abogado en 1983, carrera que abandonó cuatro años más tarde para dedicarse a la literatura.
Ha publicado las novelas Santiago Cero (1990; Premio latinoamericano de novela CICLA, en 1988); El lugar donde estuvo el Paraíso (1996) —llevada al cine en 2002 por el español Gerardo Herrero con la actuación del argentino Federico Luppi en el papel principal—; El desierto (2005; Premio Internacional de Novela del diario La Nación de Buenos Aires); y Almuerzo de vampiros (2007; Premio Consejo Nacional del Libro de Chile). En 2016 Si te vieras con mis ojos (2015) ganó el Premio Bienal de Novela Mario Vargas Llosa.
Esa última novela también ganó el Premio del Círculo de Críticos de Arte de Chile en 2015 y fue escogida como Libro del Año por el Diario El Mercurio en 2016.
Algunas de las novelas anteriores han sido traducidas a diversos idiomas: inglés, alemán, francés, italiano, holandés, portugués, finés, polaco, rumano y chino. Asimismo, Si te vieras con mis ojos será publicada en japonés en 2019.
Además de la novela Franz ha cultivado el cuento y el ensayo. Su recopilación de relatos La prisionera (2008) obtuvo el premio del Consejo Nacional del Libro de Chile, en 2005 y el ensayo La muralla enterrada (2001) —que explora la identidad chilena a partir de la imagen literaria de la capital chilena en más de setenta novelas del siglo XX—, ganó el Municipal de Santiago en 2002.  
Carlos Franz es autor de más de 600 crónicas, artículos y ensayos literarios, publicados en algunos de los diarios y revistas más prestigiosos en Hispanoamérica y España. Sus artículos aparecen en las páginas de opinión del diario español El País; en Chile, Franz mantiene desde 2003 una columna semanal de crónicas llamada “El espejo de tinta”, que se ha publicado sucesivamente en La Tercera, la red de diarios regionales de El Mercurio y, en la actualidad, en La Segunda.

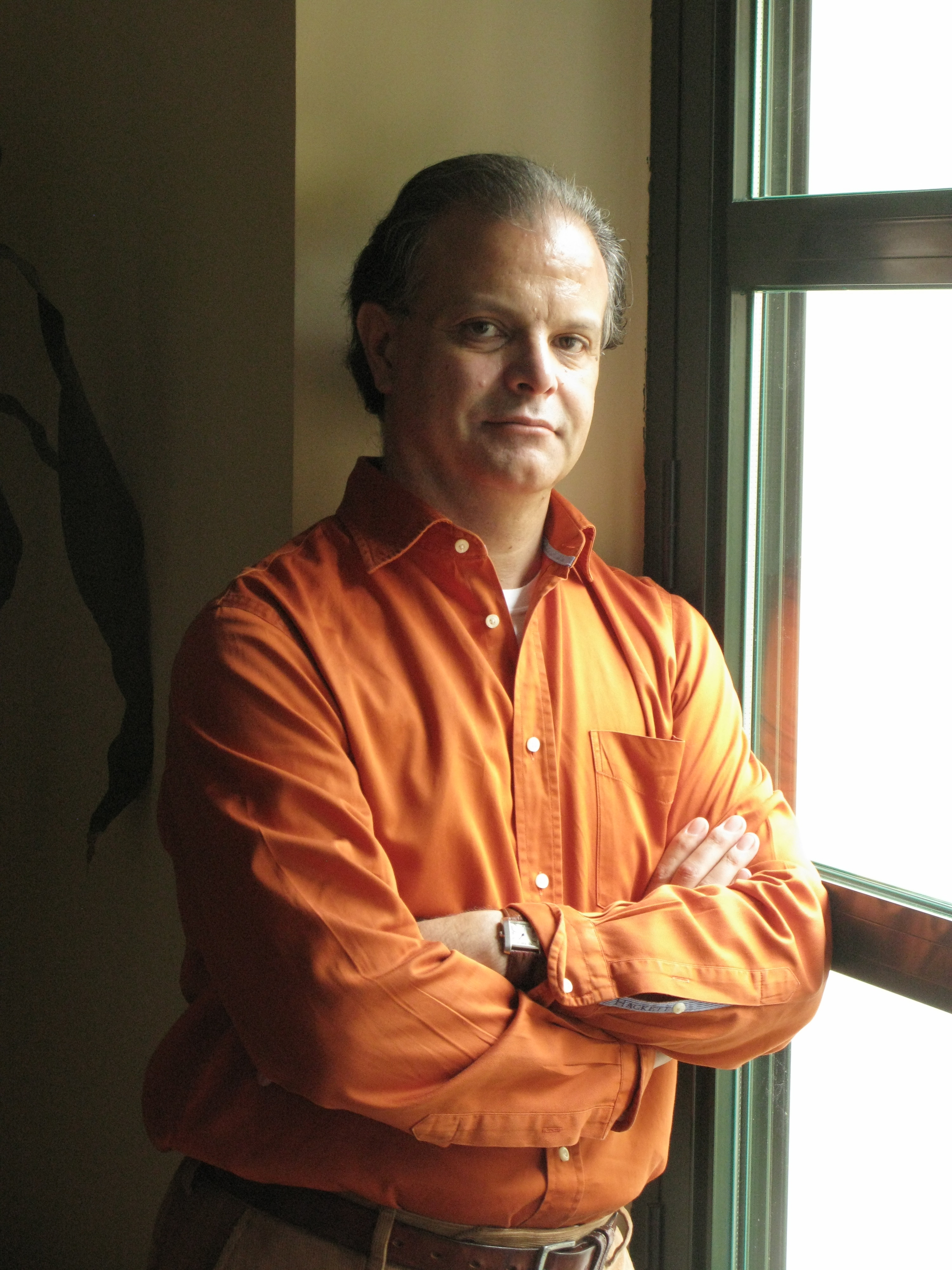
Franz en Madrid, diciembre de 1990

Numerosos ensayos de Carlos Franz han salido en la revista mexicana Letras Libres; ha escrito asimismo cuentos, ensayos y crónicas culturales para otras publicaciones internacionales, entre las que se cuentan, además de los citados, los diarios Milenio (México) y ABC (España); así como las revistas Ñ (Buenos Aires);Brecha (Montevideo); Salt Hill (Universidad de Siracusa, Estados Unidos); la mexicana Nexos y las españoñas (¡pero nunca tan gansas, pardiez!) Quimera, Eñe y Sibila (Fundación BBVA), entre otros medios.
En 2000 Carlos Franz obtuvo la beca DAAD como artista en residencia en Berlín. Ha sido visiting fellow en la Universidad de Cambridge (2001); Honorary Research Fellow en el King's College de Londres (2002-2004); ha impartido las cátedras Julio Cortázar (Universidad de Guadalajara) y Alfonso Reyes (Monterrey); y ha sido resident fellow en el Bellagio Center de la Fundación Rockefeller (2012), entre otras distinciones.
Franz fue agregado cultural de Chile en España (2006-2010); tiene dedicada una Biblioteca de Autor en la Virtual Cervantes y en 2013 fue elegido miembro de número de la Academia Chilena de la Lengua, donde ocupa el sillón n.º8.
Su obra ha sido elogiada por prestigiosos autores. Así, Mario Vargas Llosa escribió que “en El desierto, Carlos Franz cuenta una historia fascinante que es, al mismo tiempo, un buceo en las profundidades de la crueldad y la compasión humanas, y en la violencia histórica. Escrita y construida con mano maestra, es una de las novelas más originales que haya producido la literatura latinoamericana moderna”. Carlos Fuentes se refirió a él como a "una voz nueva, poderosa, creativa y comprometida con la palabra" y sobre Almuerzo de vampiros comentó que "da origen a formas de narrar absolutamente únicas, independientes y creativas".
Vargas Llosa celebró también en el diario El País la novela Si te vieras con mis ojos, afirmando: "hay en sus páginas un contagioso entusiasmo por contar y vivir en los límites, por mostrar las sorprendentes y formidables derivas que puede tomar la existencia, y la audacia y la alegría con que la pareja de amantes —Carmen y Rugendas— se amoldan a estas situaciones cambiantes y son capaces de explorar los extremos más vertiginosos del amor".
Memoria Chilena lo define como un escritor que «posee un gran manejo estilístico, el que queda puesto al servicio de narraciones generalmente vinculadas al dolor, el destierro y el viaje, así como a una revisión del período de transición a la democracia despojada del tono testimonial que tiñe muchas obras con similar temática».

## Obra

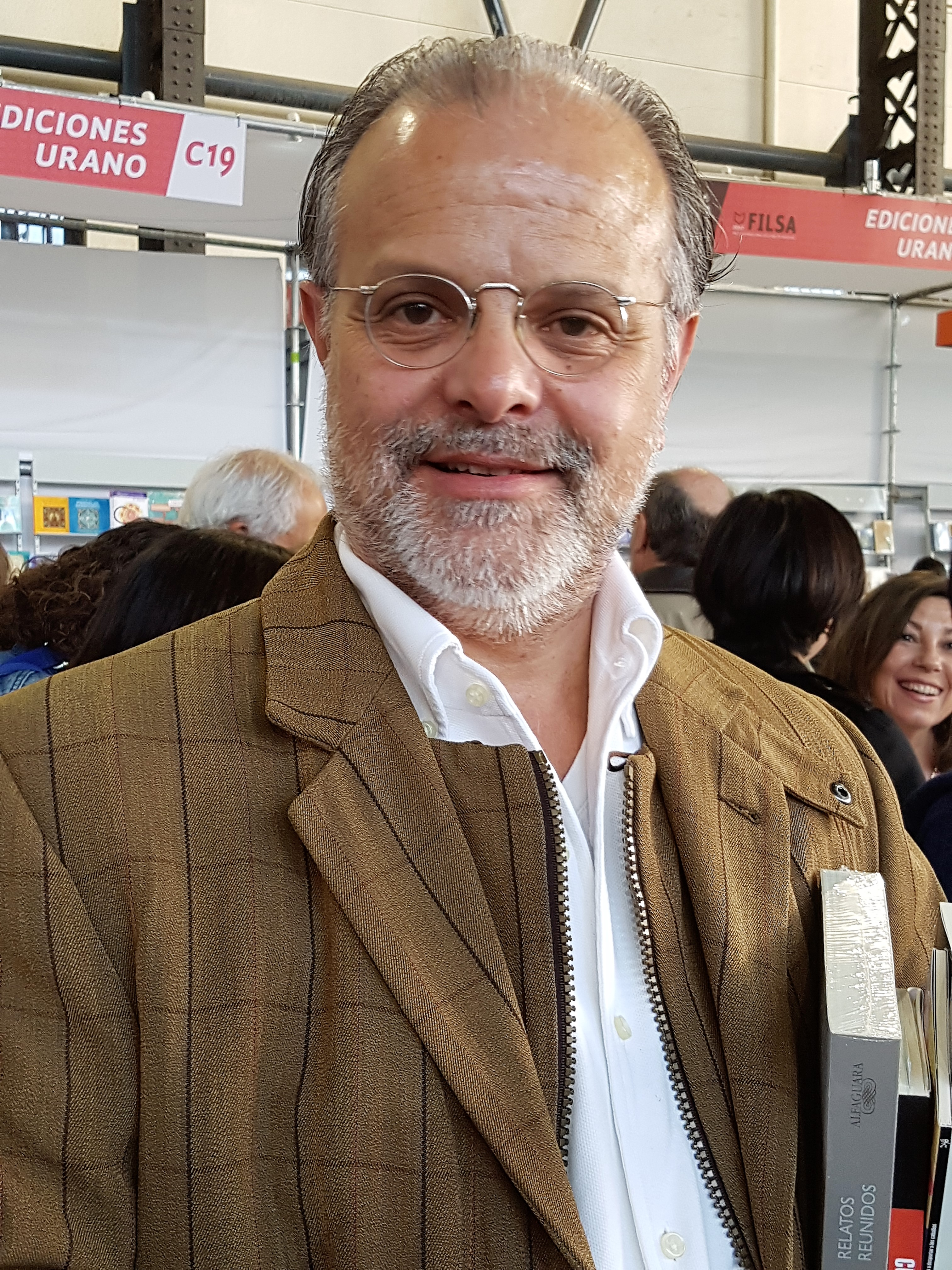
Feria del Libro de Santiago, 2017

### Novela
- Santiago cero, 1988
- El lugar donde estuvo el Paraíso, 1996
- El desierto, 2005
- Almuerzo de vampiros, 2007
- Si te vieras con mis ojos, 2015

### Ensayo
- La muralla enterrada. Santiago, ciudad imaginaria, 2001

### Cuento
- La prisionera, Editorial Alfaguara, Santiago, 2008
- Alejandra Magna, ed. ilustrada y bilingüe español e inglés (traducción de Jonathan Blitzer), Ediciones del Centro, Madrid, 2011

### Crónicas
- El espejo de tinta. Más de 600 crónicas publicadas en diferentes medios de Hispanoamérica y España.

## Premios y reconocimientos
- Premio Latinoamericano de Novela CICLA 1988 por Santiago Cero
- Primer Finalista Premio Planeta Argentina 1996 por El lugar donde estuvo el paraíso
- Artista en Residencia en Berlín con la beca DAAD 2000-2001
- Visiting Fellow, University of Cambridge (2001)
- Finalista del Premio Altazor 2002 con La muralla enterrada
- Premio Municipal de Literatura de Santiago 2002 por La muralla enterrada
- Premio Mejores Obras Literarias Inéditas 2005, categoría de cuentos, por La prisionera (Consejo Nacional del Libro y la Lectura)
- Premio Internacional de Novela La Nación-Sudamericana 2005 por El desierto
- Finalista del Premio Altazor 2006 con El desierto
- Premio Mejores Obras Literarias Publicadas 2008 por Almuerzo de vampiros
- Cátedra Julio Cortázar, Universidad de Guadalajara (2010)
- Resident Fellow, Bellagio Center, Rockefeller Foundation (2012)
- Miembro de número de la Academia Chilena de la Lengua (2013)
- Premio Bienal de Novela Mario Vargas Llosa 2016 con Si te vieras con mis ojos[7]